# المساجد (بني مطر)

تعديل مصدري - تعديل

المساجد هي إحدى قرى عزلة شهاب الأسفل بمديرية بني مطر التابعة لمحافظة صنعاء، بلغ تعداد سكانها 1824 نسمة حسب تعداد اليمن لعام 2004.